# Pentakarbonyl ruthenia
Pentakarbonyl ruthenia je komplexní sloučenina se vzorcem Ru(CO)5, patřící mezi karbonyly kovů. Jedná se o bezbarvou kapalinu citlivou na světlo, která za pokojové teploty odštěpuje CO. Používá se na přípravu dalších karbonylových komplexů.

## Příprava
Ru(CO)5 lze připravit karbonylacemi solí ruthenia za přítomnosti redukčního činidla. Další možností je fotolýza dodekakarbonylu triruthenia spojená s reakcí s oxidem uhelnatým:
Ru3(CO)12 + 3 CO ⇌ 3 Ru(CO)5
V infračerveném spektru má sloučenina dva intenzivní absorpční pásy νCO o vlnočtech 2038 a 2003 cm−1 (v hexanovém roztoku).

## Srovnání M(CO)5(M = Fe, Ru, Os)
Zatímco Fe(CO)5 je na vzduchu stálý, tak vzorky Ru(CO)5 bývají načervenalé z důvodu tvorby příměsí Ru3(CO)12. Pentakarbonyl osmia (Os(CO)5) vyžaduje k účinné přeměně na dodekakarbonyl triosmia (Os3(CO)12) teplotu okolo 80 °C.